# Lafayette H. Bunnell

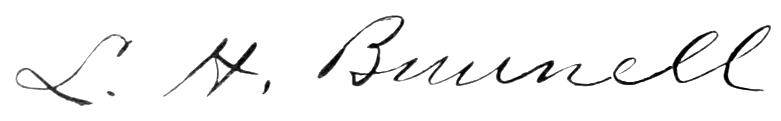
signature

Lafayette Houghton Bunnell (Rochester (New York), 13 mars 1824-Homer, 21 juillet 1903) est un médecin et explorateur américain.

## Biographie
Fils d'un médecin, Bradley Bunnell, neveu de Douglass Houghton, il quitte Rochester avec sa famille pour Detroit en 1832. Il sympathise alors avec les indiens Chippewa qui lui enseignent leur langue et leurs coutumes.
Obligé de quitter l'école par suite de problèmes financiers, il travaille dans un drugstore puis travaille contre sa volonté comme aide dans le cabinet médical de son père qui lui enseigne la médecine (1840). Il n'obtiendra un diplôme officiel qu'en 1864. 

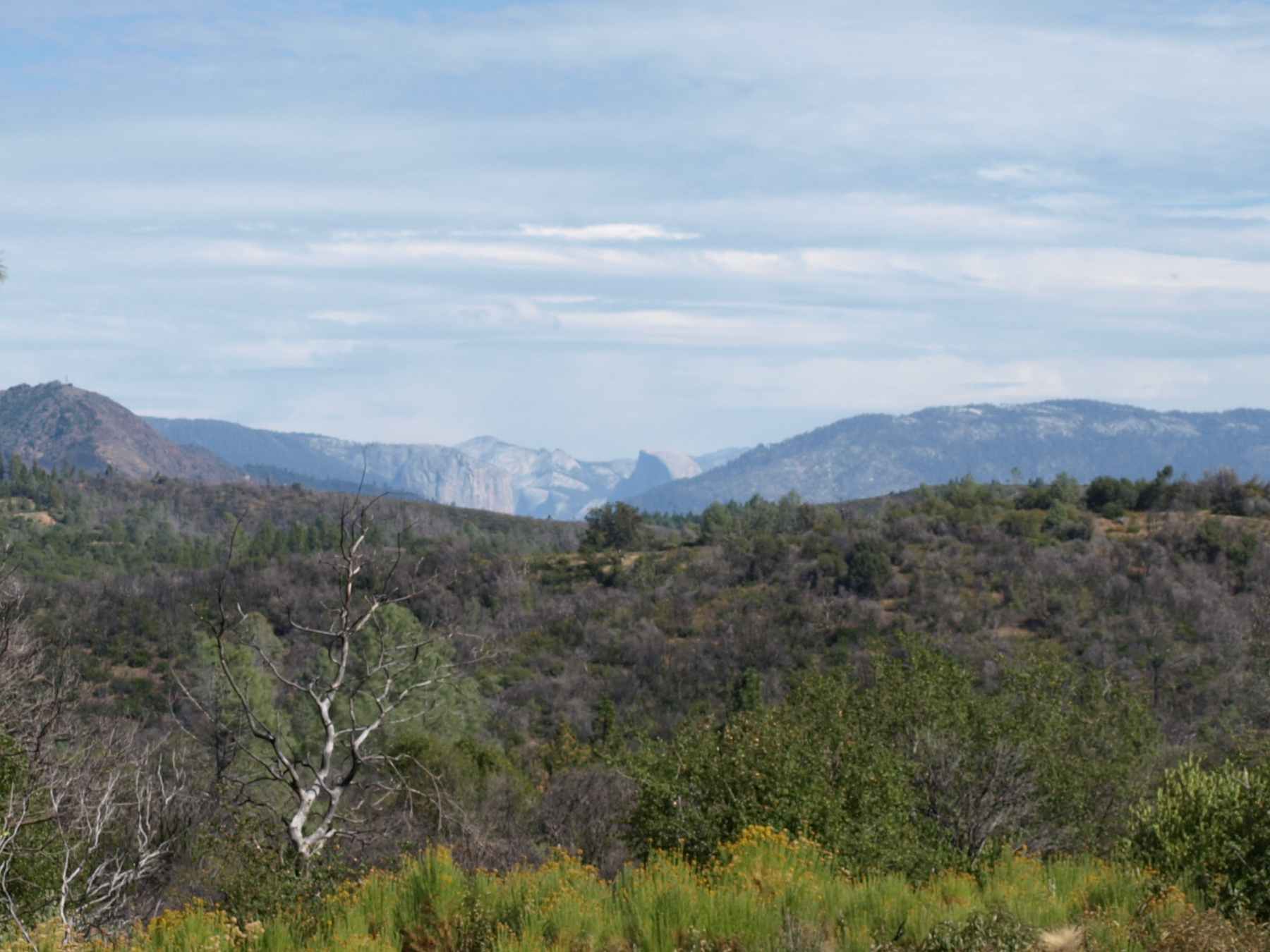
La Yosemite Valley telle que Bunnell a dû la découvrir pour la première fois en 1851

En 1846, il participe à la Guerre américano-mexicaine comme chirurgien puis, attiré par la ruée vers l'or, part pour la Californie (1847). Il s’installe alors à Mariposa. En 1851, il intègre les volontaires du Mariposa Batallion et y sert durant six mois. C'est au cours d'une mission punitive contre les indiens qu'il découvre la Yosemite Valley (28 mars 1851) en Sierra Nevada et lui donne son nom actuel, site qui deviendra en 1890 le Parc national de Yosemite.
Bunnell sert par la suite lors de la Guerre de Sécession puis, après la guerre, s’installe comme médecin à Homer dans le Minnesota où il finit sa vie.

## Œuvres
- Discovery of the Yosemite and the Indian War of 1851 Which Led to that Event, 1880
- The Date of the Discovery of the Yosemite, 1890
- Winona (We-No-Nah) and Its Environs on the Mississippi in Ancient and Modern Days, 1897

## Hommage
Un point de vue à l'extrémité Est de la Yosemite Valley a été nommé en son honneur.